# 高須順一
高須 順一（たかす じゅんいち、1959年10月9日 - ）は、日本の法学者、弁護士、裁判官。専門は民法、特に債権法。法学博士（京都大学）。法政大学大学院法務研究科長。最高裁判所民事規則制定諮問委員会委員。2025年3月27日より最高裁判所判事。

## 経歴・人物
東京都出身。1982年に法政大学法学部法律学科を卒業。大学在学中は民法学を専門としていた下森定教授（のちに第15第法政大学総長）のゼミナールに参加。なお、東京高等裁判所部総括判事の木納敏和はゼミの一年後輩にあたる。
法政大学卒業後は京都大学大学院法学研究科へと進学し、法政理論を専攻。1985年同大学院博士課程を修了。
1988年に弁護士登録（東京弁護士会）を行い、その2年後の1990年には法政大学法学部兼任講師を務めた。
2004年法政大学大学院法務研究科教授。2018年法政大学大学院法務研究科長へと就任。
2025年3月21日に定年退官した草野耕一の後任として、同27日に最高裁判所裁判官に任命。所属は第二小法廷。

## 社会的活動
過去に日本弁護士連合会「司法制度調査会 民事部会」副部会長、東京弁護士会「法制委員会」委員長、明治安田生命保険相互会社社員総代、法制審議会民法（債権関係）部会幹事などを歴任。日本弁護士連合会「民事裁判手続きに関する委員会」幹事、公益財団法人「日弁連法務研究財団」常任理事などを務めた。

## 著作等

### 単著
- 『ロースクール民事法-要件事実とその先を目指して-』（酒井書店、2009年）
- 『民法（債権法）改正を問う-改正の必要性とあるべき姿-』（酒井書店、2010年）
- 『民法から考える民事執行法・民事保全法（第2版）』（商事法務、2017年）
- 『詐害行為取消権の行使方法とその効果』（商事法務、2020年）

### 共著
- 『債権法改正作業と濫用的会社分割』（商事法務、2013年）
- 『事案分析 要件事実-主張整理の基礎』（弘文堂、2015年）
- 『判例にみる詐害行為取消権・否認権』（新日本法規、2015年）
- 『ポイント整理 改正債権法』（弘文堂、2017年）
- 『Before/After 民法改正』（弘文堂、2017年）
- 『民事紛争解決の基本実務』（日本評論社、2018年）
- 『ケースでわかる改正相続法』（弘文堂、2019年）
- 『論点体系　判例民法〈第3版〉4　債権総論Ⅰ』（第一法規、2019年）
- 『債権法改正と実務上の課題』（有斐閣、2019年）
- 『新・マルシェ債権総論』（嵯峨野書院、2019年）
- 『実務解説 改正債権法［第2版］』（弘文堂、2020年）
- 『行為類型別 詐害行為取消訴訟の実務』（日本加除出版株式会社、2021年）

### 論文
- 『詐害行為取消権の法的性質とその効力』（法学志林、114/1、2017年）
- 『詐害行為取消権と詐害行為取消訴訟』（法律時報、1160、26-33、2021年）
- 『詐害行為取消権の新しい地平線』（民法学の伝統と新たな構想ー宮本健藏先生古稀記念、信山社、145-166、2022年）など

## 専門分野
- 人文・社会[2]
- 民事法学